# Kimura HK-1
O Kimura HK-1 foi um planador construído no Japão em 1939, cuja missão era a de investigar a possibilidade de construção de aeronaves sem cauda. Este planador tinha um único lugar com um cockpit aberto e asas em flecha. O HK-1 realizou 169 voos de teste entre 15 de Dezembro de 1939 e 7 de Março de 1940, sempre preso por uma corda atrás de um carro.
Por esta altura, o sucesso do planador atraiu a atenção do Exército Imperial Japonês, que fez os possíveis para comprar o planador. Assim, o HK-1 foi levado para uma fábrica em Tachikawa e foi testado; depois de alguns voos, o planador despenhou-se no dia 16 de Abril de 1940. O design provou ser interessante e promissor o suficiente para o Exército o submeter a mais pesquisas e testes, o que levaria ao desenvolvimento do Kayaba Ku-2.

## História
O interesse do Japão em aeronaves sem cauda durante a Segunda Guerra Mundial foi mínimo, isto em comparação com as outras potências envolvidas no conflito. Os esforços concentrados em torno de designs de planadores sem cauda foi muito residual, tendo mais tarde no conflito os japoneses optado por querer usar o Messerschmitt Me 163 em vez de continuar a pesquisar.
O design da Kayaba foi inicialmente concebido para pesquisar dados sobre configurações de aeronaves sem cauda. Muitos designs foram submetidos pelos engenheiros da Kayaba e por consultores externos à empresa. O design mais promissor era o HK-1. Este design era o produto de uma mente brilhante e obscura, o Dr. Hidemasa Kimura. Ele baseou o seu design em honra a Kumazo Hino, o pioneiro da aviação que foi a primeira pessoa no Japão a pilotar uma aeronave, na primavera de 1910. Inicialmente os testes no design mostraram ser promissores, o que levou a que o Exército Imperial Japonês patrocinasse o conceito, levando que a que fosse realizados mais testes e pesquisa em torno do design. Depois de vários testes e de o planador se ter despenhado, a pesquisa continuou num design semelhante mas mais avançado, o Kayaba KU-2.